# Lozova
Lozova – wieś i gmina w Mołdawii, w rejonie Strășeni. W 2004 roku liczyła 5934 mieszkańców. Gmina Lozova obejmująca wsie Lozova i Stejăreni liczyła w 2014 roku 6196 mieszkańców.

## Urodzeni w Lozovie
- Alexandru Baltagă – rumuńsko-besarabski kapłan i działacz antyradziecki.
- Victor Spinei – rumuński historyk i archeolog.